# يان سيوستروم
يان سيوستروم (بالسويدية: Janne Sjöström)‏ هو لاعب كرة قدم سويدي، ولد في 10 أبريل 1948 في هارنوساند في السويد، وتوفي في 2013. لعب مع نادي غوتبورغ ونادي هاماربي.